# Phil Fondacaro
Phil Fondacaro (Nueva Orleans, Estados Unidos; 8 de noviembre de 1958) es un actor estadounidense. Un actor enano de 1,07 metros de altura, Fondacaro es más conocido por su interpretación en la comedia de terror El club de los vampiros, así como en las películas de fantasía Taron y el caldero mágico, Troll y Willow. También tuvo varios papeles destacados en series de televisión, tales como un papel recurrente como Roland en la serie de televisión Sabrina, cosas de brujas.

## Carrera
Fondacaro comenzó a actuar en 1981, en la película Under the Rainbow. Fondacaro apareció en 1983 en La guerra de las galaxias: Episodio VI - El regreso del Jedi, la tercera película de La guerra de las galaxias, como un Ewok, el único que tenía una escena de muerte. En 1985, dio voz a Creeper en la película de Disney Taron y el caldero mágico. En 1986, representó al amigo invisible del joven Michael Gerber en la película de Disney Fuzz Bucket, y también apareció en la película de fantasía Troll. In 1987, he portrayed "Sir Nigel Pennyweight" en la película de terror de culto Ghoulies II. Ese mismo año, apareció como "Greaser Greg" en The Garbage Pail Kids Movie, una adaptación teatral del popular juego de intercambio de cartas, interpretando a un personaje en un disfraz mientras que el actor de doblaje Jim Cummings proporcionó la voz, e interpretó al diminuto minion del diablo en un episodio de The Yattering and Jack,Tales from the Darkside. En Willow de 1988, apareció junto a Warwick Davis, una de sus coestrellas en Las Guerras de las Galaxias.
Otros papeles destacados de Fondacaro incluyen "Enano encapuchado" en Phantasm II, Cousin Itt en La familia Addams 3: La reunión, el mayordomo del villano en Blood Dolls, el "maestro" de la vampiresa en la comedia de terror El club de los vampiros, un sombrío estafador en La tierra de los muertos vivientes, un cazador de vampiros en Decadent Evil, y un giro dramático como un enano con un hijo de tamaño medio en "A Clown's Prayer", un episodio de Tocados por un ángel. También interpretó a un enano con una hija de tamaño medio en el episodio de CSI, "A Little Murder". También tuvo un papel recurrente en Sabrina, cosas de brujas como "Roland". También apareció en la película infantil de 1993 Double, Double, Toil and Trouble junto a Mary-Kate y Ashley Olsen, como Óscar.

## Vida personal
Fondacaro está casado con Elena Bertagnolli, mánager de Verne Troyer. El hermano de Fondacaro, Sal, también es actor, habiendo aparecido en Under the Rainbow, Return of the Jedi e Invaders from Mars, en todas junto a su hermano.